# Remigia dorsimacula
Remigia dorsimacula är en fjärilsart som beskrevs av Embrik Strand 1917. Remigia dorsimacula ingår i släktet Remigia och familjen nattflyn. Inga underarter finns listade.